# Esther Berlansky
Esther Berlansky (* 1982 in Neuss) ist eine deutsche Jazzmusikerin (Gesang, Komposition).

## Leben und Wirken
Berlanyky stammt aus einer musikalischen Familie: Sie ist Enkelin des Geigers Tibor Berkovits und der Konzertpianistin Hédy Schneider; ihre Eltern sind ebenfalls klassische Musiker. Ab 1989 erhielt sie Klavier-Unterricht; bald sang sie im Düsseldorfer Mädchenchor, als dessen Mitglied sie ab 1995 auch an der Deutschen Oper am Rhein auftrat. Daneben entwickelt sich ihr Interesse für Jazzmusik. Sie studierte Jazzgesang am Conservatorium van Amsterdam, wo sie auch Workshops bei Bobby McFerrin, John Scofield und Richard Bona besuchte; dann studierte sie Jazz-Komposition/-Arrangement an der Folkwang Hochschule Essen bei Peter Herborn.
Mit ihrem seit 2004 bestehenden Quartett legte sie zwei Alben vor. Mit dieser Band sowie in anderen Besetzungen trat Berlansky europaweit auf. Sie ist auch auf Alben von Gerd Breuer zu hören. Seit 2008 ist sie Mitglied des Extrachores.
Als Komponistin erhielt sie mehrere Aufträge für die Düsseldorfer Symphoniker und Duisburger Philharmoniker (u. a. 2008 für eine Ballett-Uraufführung an der Deutschen Oper am Rhein) und arrangierte 2012 das Musical Beats!  für das Theater Hagen. Berlansky arbeitet seit 2005 als Dozentin und hat für die Neusser Musicalwochen auch als Stimmbildnerin mehrere Produktionen betreut.

## Diskographische Hinweise
- growin’ up (2007)
- in Between (Jazzsick Records 2012, mit Mathias Haus, André Nendza, Oliver Rehmann)